# Доње Соколово (Рибник)
Доње Соколово је насељено мјесто у општини Рибник, Република Српска, БиХ. Према попису становништва из 1991. у насељу је живјело 497 становника.

## Географија
Налази су се саставу мјесне заједнице Ситница.

## Становништво
| Националност       | 1991. | 1981. | 1971. | 1961. |
| Срби               | 483   | 702   | 915   | 830   |
| Југословени        | 10    | 10    |       |       |
| Хрвати             | 2     | 9     | 3     |       |
| Муслимани          |       | 2     | 1     |       |
| остали и непознато | 2     | 4     | 1     |       |
| Укупно             | 497   | 727   | 920   | 830   |

| Демографија | Демографија | Демографија |
| Година      | Становника  | Становника  |
| ----------- | ----------- | ----------- |
| 1961.       | 830         |             |
| 1971.       | 920         |             |
| 1981.       | 727         |             |
| 1991.       | 497         | 498         |